# Something So Right
Something So Right – utwór nagrany przez Paula Simona w 1973 roku, scoverowany przez Annie Lennox i wydany jako singel w 1995 roku.

## Ogólne informacje
Paul Simon oryginalnie wydał „Something So Right” w 1973 roku na albumie There Goes Rhymin’ Simon. Początkowo utwór nosił tytuł „Let Me Live in Your City”. Piosenka została później interpretowana przez wielu wykonawców. Barbra Streisand wydała własną wersję na albumie The Way We Were z 1974 roku. W 1977 roku Phoebe Snow nagrała cover utworu na swój album Never Letting Go.
Annie Lennox zarejestrowała własny cover w ramach albumu Medusa, wydanego w 1995 roku. Tego samego roku nagrała utwór ponownie, tym razem w duecie z Paulem Simonem, i taka wersja została wydana jako czwarty singiel promujący płytę. Singiel dotarł do 44. miejsca na brytyjskiej liście przebojów.